# Nacionalismo romántico

"La libertad guiando al pueblo", pintura de Delacroix que expresa la visión romántica de la Revolución francesa de 1830

El nacionalismo romántico, también llamado «nacionalismo orgánico» o «nacionalismo de la identidad», es una forma de nacionalismo en la cual el estado deriva su legitimidad política como consecuencia orgánica de la unidad de los individuos que este gobierna. Esto incluye, dependiendo de la manera particular de la práctica, la lengua, la raza, la cultura, la religión y las costumbres de la «nación» en su sentido primario de conjunto de personas «nacidas» dentro de la cultura. Esta forma de nacionalismo nació como reacción a la hegemonía dinástica o imperial, que proclamaba la legitimidad del estado «de arriba hacia abajo» que el monarca recibía de Dios.
Entre los temas clave del romanticismo, y su legado más duradero, las pretensiones culturales del nacionalismo romántico fueron también centrales en el arte post-Ilustración y en la filosofía política. Desde sus inicios, con la concentración en el desarrollo de las lenguas y el folklore nacionales, y el valor espiritual de las costumbres y tradiciones locales, hasta los movimientos que habrán de reorganizar el mapa de Europa, con las llamadas a la «autodeterminación» de las naciones, el nacionalismo fue una cuestión clave del romanticismo, determinando su papel, sus formas de expresión y sus significados.

## Breve historia
El nacionalismo romántico temprano en Europa estuvo fuertemente influenciado por Rousseau y por las ideas de Johann Gottfried von Herder, quien en 1784 argumentó que la geografía formaba la economía natural de un pueblo, y que sus costumbres y su sociedad habrán de desarrollarse siguiendo las líneas favorecidas por su medio ambiente. 
Desde sus comienzos en el final del siglo XVIII, el nacionalismo romántico se basó en la existencia de una cultura étnica histórica, en armonía con el ideal romántico; el folklore llegó a ser un concepto nacionalista romántico. Los hermanos Grimm se inspiraron en los escritos de Herder, y crearon una colección de cuentos idealizada, que llamaron auténticamente alemanes. El concepto de un patrimonio cultural heredado de un origen común, pasó rápidamente a ocupar un papel central en la siguiente cuestión romántica: ¿es una nación unida porque proviene de la misma fuente genética, es decir por su raza, o es la participación a la naturaleza orgánica de la cultura «folk» suficiente? Esta cuestión está en el centro de disputas que continuaron hasta nuestros días. 
El nacionalismo romántico tuvo un papel clave en la filosofía de Hegel, quien argumentó que existía un «espíritu de la época» —«zeitgeist»— que caracterizaba a un determinado pueblo en un período de tiempo determinado, y que, cuando ese pueblo pasaba a ser el determinante activo de la historia, era simplemente porque su momento cultural y político había llegado. Hegel, siendo alemán, afirmó que ese momento histórico habrá de pertenecer a los pueblos de habla alemana. 
En la Europa continental, los románticos habían apoyado al principio a la Revolución francesa, pero llegaron a participar en la contra-revolución durante el sistema imperial trans-nacional de Napoleón. El sentido de la autodeterminación y de la conciencia nacional, que habían permitido a las fuerzas revolucionarias a derrotar a los regímenes aristocráticos, pasaron a ser importantes para la resistencia frente al Imperio Francés. En Prusia, el desarrollo de un rejuvenecimiento espiritual, como medida de entrar en la lucha contra Napoleón, fue argumentado por, entre otros, Johann Gottlieb Fichte, discípulo de Kant. La palabra «volkstum», «la condición de ser una nación» en el sentido de ser un pueblo, fue creada en Alemania durante la resistencia frente a la hegemonía francesa. 
Fichte expresó la unidad de lengua y nación en su decimotercer discurso «A la nación alemana», en 1806: 

Las primeras, originarias, y realmente naturales fronteras de los Estados son indudablemente las fronteras internas. Aquellos que hablan el mismo idioma son unidos entre sí por una multitud de lazos invisibles por la misma naturaleza, mucho antes de la aparición de cualquier arte humano; se entienden entre ellos y tienen el poder de continuar hacerse entendidos cada vez con más claridad; pertenecen juntos y son por su misma naturaleza un todo único e inseparable. (Kelly, 1968, pp. 190-91)
Solamente cuando cada pueblo, dejado a su propio ser, desarrolla y se forma en concordancia con sus cualidades peculiares, y solamente cuando en cada pueblo, cada individuo evoluciona en concordancia con esas cualidades comunes, así como en concordancia con su propias cualidades - entonces, y solo entonces, aparece la manifestación de la divinidad en su espejo así como debería aparecer; y solamente un hombre que carece completamente de la noción del dominio de la ley y del orden divino, o es un enemigo obstinado de estas dos, podría querer interferir con esa ley, ¡la más alta ley del mundo espiritual! (Kelly, 1968, pp. 197-98)